# Rio Marapi
Rio Marapi är ett vattendrag i Brasilien.   Det ligger i delstaten Pará, i den norra delen av landet, 2 000 km norr om huvudstaden Brasília.
I omgivningarna runt Rio Marapi växer i huvudsak städsegrön lövskog. Trakten runt Rio Marapi är nära nog obefolkad, med mindre än två invånare per kvadratkilometer.